# Prawo pracy
Ten artykuł należy dopracować:

przedstawiono sytuację tylko z polskiej perspektywy – artykuł powinien być przekrojowy.
Pomóż go poprawić. Na stronie dyskusji mogą znajdywać się pomocne komentarze.
Prawo pracy – gałąź prawa, obejmująca ogół regulacji dotyczących: pracownika i pracodawcy jako stron stosunku pracy, organizacji pracodawców i pracowników, układów i sporów zbiorowych, a także partycypacji pracowniczej i dialogu w zbiorowych stosunkach pracy.

## Prawo pracy w Polsce

### Źródła prawa pracy
W systemie prawa pracy podstawowym aktem prawnym regulującym wzajemne prawa i obowiązki stron stosunku pracy jest Kodeks pracy (skracane jako: k.p.). Regulacje dotyczące praw i obowiązków podmiotów stosunku pracy występują jednak nie tylko w tej ustawie, ale także w innych aktach prawnych (które na ogół zawierają albo odesłanie wprost do odpowiednich przepisów Kodeksu pracy lub stanowią, że przepisy Kodeksu mają zastosowanie do spraw nimi nieuregulowanych).
Źródła prawa pracy reguluje art. 9 Kodeksu pracy. Z przepisu tego wynika hierarchiczny ich układ:
- Kodeks pracy i akty wydane na jego podstawie
- inne ustawy i akty wydane na ich podstawie określające prawa i obowiązki pracowników i pracodawców
- postanowienia układów zbiorowych pracy
- inne porozumienia zbiorowe
- regulaminy, statuty określających prawa i obowiązki stron stosunków pracy.

### Zasady prawa pracy

#### Główne zasady wynikające z k.p.
Polski kodeks pracy w art. 10–18³ definiuje podstawowe zasady prawa pracy w następujący sposób:
1. każdy ma prawo do podjęcia pracy
2. każdy ma swobodę nawiązywania stosunków pracy
3. każdy ma prawo do wolności pracy, to znaczy ma prawo do zerwania stosunku pracy
4. pracodawca ma obowiązek poszanowania dóbr osobistych pracownika
5. pracownicy powinni być traktowani równo
6. nie wolno dyskryminować pracowników ze względu na rasę, płeć, wyznanie itp.
7. pracownik ma prawo do godziwego wynagrodzenia
8. państwo ma obowiązek chronić uprawnienia pracowników, w oparciu o automatyzm prawny
9. pracownicy i pracodawcy mają prawo tworzyć i przystępować do organizacji zawodowych
10. pracownicy mają prawo do partycypacji w zarządzaniu firmą w zakresie spraw dotyczących ich osobiście.

#### Zasady wynikające z art. 300 k.p.
Ta regulacja odnosi się do przepisów Kodeksu cywilnego i dopuszcza stosowanie jego przepisów, jeżeli kwestie związane ze stosunkiem pracy nie są uregulowane przez Kodeks pracy (luka prawna). Ponadto regulacje Kodeksu cywilnego nie mogą być sprzeczne z głównymi zasadami prawa pracy. Zasady prawa pracy w rozumieniu art. 300 są metanormami, rekonstruowanymi z norm prawa pracy, i dzielą się na:
1. zasadę ochrony interesu pracownika
2. zasadę ryzyka pracodawcy
3. zasadę odformalizowania działań pracownika.

#### Zasady wynikające z Konstytucji RP
Z ustawy zasadniczej również można wyczytać zasady odnoszące się do prawa pracy, w tym:
1. prawo koalicji
2. zasada dialogu społecznego
3. zasada równości
4. ochrona pracy, zdrowia, życia pracownika.

## Podstawowe pojęcia prawa pracy
- pracownik – osoba fizyczna zatrudniona na podstawie umowy o pracę, powołania, wyboru, mianowania lub spółdzielczej umowy o pracę, zobowiązana do wykonywania określonej pracy
- pracodawca – osoba fizyczna lub osoba prawna, a także inna jednostka organizacyjna nieposiadająca osobowości prawnej, która spełniając pewne wymogi prawne i społeczne, zatrudnia pracowników
- stosunek pracy – więź prawna łączącą pracownika i pracodawcę
- wynagrodzenie (płaca) – wypłaty pieniężne oraz wartość tzw. świadczeń w naturze (towary, materiały, usługi itp.) lub ekwiwalenty wypłacone pracownikom lub innym osobom fizycznym przez jednostkę za wykonaną na jej rzecz pracę
- zatrudnienie – ogólna nazwa faktu zawarcia dowolnej formy umowy o świadczeniu pracy przez pracownika
- zwolnienie – wygaśnięcie stosunku pracy na skutek porozumienia lub zerwania umowy o pracę przez pracownika lub pracodawcę, przed uzgodnionym czasem jej wygaśnięcia
- umowa o pracę – dwustronne porozumienie pomiędzy pracownikiem a pracodawcą, na podstawie którego pracownik zobowiązuje się do świadczenia pracy na rzecz pracodawcy, a pracodawca zobowiązuje się do wypłacenia pracownikowi wynagrodzenia
- rokowania pracownicze – czynności przygotowawcze, w ramach których strony powinny wzajemnie poinformować się o okolicznościach mających znaczenie dla zawarcia i treści umowy o pracę, w tym wynagrodzenia i zakresu obowiązków
- spór zbiorowy – spór między wszystkimi lub określoną grupą pracowników z jednym pracodawcą, dotyczący zwykle zmiany wynagrodzenia lub zakresu obowiązków
- strajk – najostrzejsza forma sporu zbiorowego, polegająca najczęściej na dobrowolnym powstrzymaniu się od pracy przez protestujących
- mobbing – działania lub zachowania dotyczące pracownika lub skierowane przeciwko pracownikowi polegające na uporczywym i długotrwałym nękaniu lub zastraszaniu pracownika, wywołujące u niego zaniżoną ocenę przydatności zawodowej, powodujące lub mające na celu poniżenie lub ośmieszenie pracownika, izolowanie go lub wyeliminowanie z zespołu współpracowników
- świadectwo pracy – dokument, który otrzymuje pracownik w związku z rozwiązaniem lub wygaśnięciem stosunku pracy
- Państwowa Inspekcja Pracy – organ nadzoru i kontroli nad przestrzeganiem prawa pracy, a w szczególności przepisów oraz zasad bezpieczeństwa i higieny pracy